# Sufíbulo

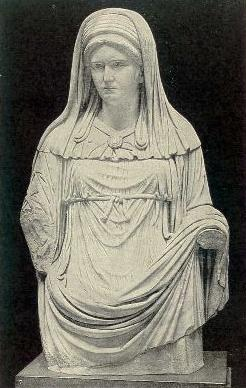
Representación romana de una "Suma Vestal" Virgo Vestalis Maxima portando sufíbulo.

Un sufíbulo (del latín, suffibulum) era un velo blanco, más ancho que largo, que cubría la cabeza de las vestales cuando oficiaban determinadas ceremonias religiosas, como las del tipo sacrifical.
Su nombre deriva de la palabra fíbula, porque cuando terminaba la ceremonia, el sufíbulo se recogía sobre el pecho con ella, para impedir que se cayera.
Generalmente, las vestales, debajo del sufíbulo llevaban dos cintas de lana de color rojo y blanco, que simbolizaban, la primera, su compromiso para mantener el fuego sagrado de Vesta y la segunda, su voto de pureza.
Esta vestimenta fue descrita por el historiador romano Festo. 